# Johnny Lewis
Jonathan Kendrick Johnny Lewis (Los Ángeles, California, 29 de octubre de 1983-ibidem, 26 de septiembre de 2012) fue un actor estadounidense, conocido por su papel de Kip "Half-Sack" Epps en las primeras dos temporadas de la serie de FX Sons of Anarchy. Lewis también apareció en películas como Aliens vs. Predator: Requiem,  Underclassman y The Runaways.

## Carrera
Lewis comenzó a hacer apariciones en televisión en su adolescencia con papeles de invitado en Boston Public (2000), Malcolm In The Middle S2x8 (2000), The Guardian (2001) y American Dreams (2002), entre otros. Su primer largometraje se estrenó en 2004, en Raise Your Voice de la productora New Line Cinema, y a esta película siguió Underclassman en 2005. Fue protagonista como Pearce Chase, uno de los cinco hermanos quintillizos de la serie de corta vida de la FOX, Quintuplets. Fue estrella invitada en cuatro episodios de la serie de televisión de Nickelodeon Drake & Josh como Scottie, uno de los compañeros de banda de Drake. Encarnó a Dennis "Chili" Childress en The O.C.
En 2011, fue protagonista de la película Magic Valley, que se estrenó en el Festival de Cine de Tribeca. Lewis fue muy conocido por su papel como novato Kip "Half-Sack" Epps en las dos primeras temporadas de la serie de FX de los Hijos de la anarquía. En Alien vs Predator: Requiem, Lewis muestra un tatuaje en forma de estrella sobre sus dos hombros.
Lewis nació en una familia perteneciente a la iglesia de la Cienciología, llegando a participar en algunas de sus películas de promoción. También fue patrocinador del grupo de rehabilitación Narconon vinculado a este movimiento. Lewis abandonó la iglesia de la Cienciología a los veinte años.

## Problemas con la ley y muerte
Johnny Lewis fue detenido tres veces entre 2011 y 2012. En enero de 2012 golpeó a dos hombres en la cabeza con una botella en el curso de una pelea. No presentó alegaciones a los cargos. La segunda detención fue aproximadamente seis semanas después de la primera y Lewis fue acusado de intentar entrar en la casa de una mujer. Tampoco en este caso intentó impugnar los cargos. Considerando los casos, un oficial de libertad condicional expresó que estaba «muy preocupado por el bienestar no solo de la comunidad sino de la del acusado», que sufría problemas de salud mental, así como de dependencia a sustancias químicas, y que Lewis llegaría «a ser una amenaza para cualquier comunidad en la que pueda residir». Lewis fue liberado de una cárcel del condado Los Ángeles, California, a mediados de septiembre de 2012.
El 26 de septiembre de 2012, 5 días luego de ser liberado, Lewis y una mujer de 81 años de edad fueron encontrados muertos en una casa en el área de Los Feliz de Los Ángeles, California. Los oficiales de la policía de Los Ángeles (LAPD) encontraron el cuerpo de Lewis enfrente de la casa. La dueña, una anciana, identificada como Katherine Davis, fue encontrada muerta en el interior de la vivienda junto a su gato, también fallecido. La muerte de la mujer está siendo investigada como un homicidio, en el que Lewis es un sospechoso. Según varios informes, la policía fue llamada a la escena después de que los vecinos oyeron gritar a la mujer de 81 años de edad. Los vecinos dijeron a la policía que vieron a un hombre saltar la valla de la propiedad de Davis, agredir a la dueña de la casa y entonces saltar sobre la cerca. De acuerdo con la policía de Los Ángeles, Lewis luego cayó o saltó del techo de la casa, garaje o patio.Algunas personas dicen que este cayó por un accidente en moto que tuvo en 2011 que le causó lesiones en la cabeza y le causó un trastorno psicológico por el cual le sucedió eso

## Filmografía

### Películas
- Raise Your Voice (2004)
- Pretty Persuasion (2005)
- Underclassman (2005)
- Aliens vs. Predator: Requiem (2007)
- Palo Alto (2007)
- One Missed Call (2008)
- Felon (2008)
- The Runaways (2010)
- Magic Valley (2011)
- Lovely Molly (2012)

### Televisión
- 7th Heaven (2000)
- Malcolm in the Middle (2000)
- Judging Amy (2001)
- Undressed (2001)
- Boston Public (2001-2003)
- The Guardian (2002)
- Yes, Dear (2002)
- The Sausage Factory (2002)
- American Dreams (2003–2004)
- Drake & Josh (2004)
- Quintuplets (2004-2005)
- Smallville (2005)
- The O. C. (2005-2006)
- CSI: Crime Scene Investigation (2006)
- Eight Days a Week (2007)
- Bones (2007)
- Shark (2007)
- Cold Case (2008)
- Sons of Anarchy (2008-2009)
- Mentes criminales(2009)